# Kopiowanie diazograficzne
Kopiowanie diazograficzne – wykonywanie kopii stykowych na materiałach z warstwą światłoczułą zawierającą związki dwuazoniowe, które w wyniku odpowiedniego wywołania w miejscach nienaświetlonych dają obraz pozytywowy.